# Écosse-Irlande en rugby à XV
Cet article retrace les confrontations entre les équipes d'Écosse et d'Irlande en rugby à XV. Elles se sont affrontées à 143 reprises dont trois fois en Coupe du monde. Les Écossais ont remporté 65 victoires contre 71 pour les Irlandais et 7 matches nuls. Depuis 1989, le vainqueur de la confrontation entre les deux équipes lors du Tournoi des Six Nations remporte le Centenary Quaich.

## Historique
Le 19 février 1877, au stade Ormeau à Belfast, l'Irlande reçoit l'Écosse et s'incline 6 buts à zéro.
En 1885, la rencontre disputée en Irlande du Nord entre les deux nations est abandonnée en cours de jeu, en raison d'un violent orage survenu après 30 minutes de jeu ; aucune équipe n'avait alors inscrit de but. Un deuxième match sera rejoué en conséquence, deux semaines plus tard en Écosse.
Plus d'un siècle après, l'Irlande est dans les années 2000 systématiquement un candidat à la victoire dans le Tournoi des Six Nations. Elle bat donc régulièrement l'Écosse (six victoires consécutives entre 2002 et 2007). C'est un phénomène très récent. L'Irlande a en effet le moins bon palmarès de toutes les nations « britanniques », l'Écosse dominait ainsi le plus souvent l'Irlande. Ainsi, si l'Irlande ne remporte que trois matches au XIXe siècle contre le XV du chardon, la proportion semble s'être inversée depuis le début du XXIe et le Tournoi à Six avec seulement six victoires de l'Écosse.

## Confrontations
| No  | Date              | Lieu                                          | Match            | Score   | Compétition                 |
| --- | ----------------- | --------------------------------------------- | ---------------- | ------- | --------------------------- |
| 1   | 19 février 1877   | Ormeau Park, Belfast — Irlande                | Irlande – Écosse | 0 – 6   | Test match                  |
| 2   | 17 février 1879   | Ormeau Park, Belfast — Irlande                | Irlande – Écosse | 0 – 2   | Test match                  |
| 3   | 14 février 1880   | Hamilton Crescent, Glasgow — Écosse           | Écosse – Irlande | 3 – 0   | Test match                  |
| 4   | 19 février 1881   | Ormeau Park, Belfast — Irlande                | Irlande – Écosse | 1 – 0   | Test match                  |
| 5   | 18 février 1882   | Hamilton Crescent, Glasgow — Écosse           | Écosse – Irlande | 0 – 0   | Test match                  |
| 6   | 17 février 1883   | Ormeau Park, Belfast — Irlande                | Irlande – Écosse | 0 – 1   | Tournoi britannique         |
| 7   | 16 février 1884   | Raeburn Place, Édimbourg — Écosse             | Écosse – Irlande | 2 – 0   | Tournoi britannique         |
| 8   | 21 février 1885   | Ormeau Park, Belfast — Irlande                | Irlande – Écosse | 0 – 0   | Tournoi britannique         |
| 9   | 7 mars 1885       | Raeburn Place, Édimbourg — Écosse             | Écosse – Irlande | 1 – 0   | Tournoi britannique         |
| 10  | 20 février 1886   | Raeburn Place, Édimbourg — Écosse             | Écosse – Irlande | 4 – 0   | Tournoi britannique         |
| 11  | 19 février 1887   | Ormeau Park, Belfast — Irlande                | Irlande – Écosse | 0 – 2   | Tournoi britannique         |
| 12  | 10 mars 1888      | Raeburn Place, Édimbourg — Écosse             | Écosse – Irlande | 1 – 0   | Tournoi britannique         |
| 13  | 16 février 1889   | Ormeau Park, Belfast — Irlande                | Irlande – Écosse | 0 – 1   | Tournoi britannique         |
| 14  | 22 février 1890   | Raeburn Place, Édimbourg — Écosse             | Écosse – Irlande | 5 – 0   | Tournoi britannique         |
| 15  | 21 février 1891   | Ballynafeigh, Belfast — Irlande               | Irlande – Écosse | 0 – 14  | Tournoi britannique         |
| 16  | 20 février 1892   | Raeburn Place, Édimbourg — Écosse             | Écosse – Irlande | 2 – 0   | Tournoi britannique         |
| 17  | 18 février 1893   | Ballynafeigh, Belfast — Irlande               | Irlande – Écosse | 0 – 0   | Tournoi britannique         |
| 18  | 24 février 1894   | Lansdowne Road, Dublin — Irlande              | Irlande – Écosse | 5 – 0   | Tournoi britannique         |
| 19  | 2 mars 1895       | Raeburn Place, Édimbourg — Écosse             | Écosse – Irlande | 6 – 0   | Tournoi britannique         |
| 20  | 15 février 1896   | Lansdowne Road, Dublin — Irlande              | Irlande – Écosse | 0 – 0   | Tournoi britannique         |
| 21  | 20 février 1897   | Powderhall Stadium, Édimbourg — Écosse        | Écosse – Irlande | 8 – 3   | Tournoi britannique         |
| 22  | 19 février 1898   | Balmoral Showground, Belfast — Irlande        | Irlande – Écosse | 0 – 8   | Tournoi britannique         |
| 23  | 18 février 1899   | Inverleith, Édimbourg — Écosse                | Écosse – Irlande | 3 – 9   | Tournoi britannique         |
| 24  | 24 février 1900   | Lansdowne Road, Dublin — Irlande              | Irlande – Écosse | 0 – 0   | Tournoi britannique         |
| 25  | 23 février 1901   | Inverleith, Édimbourg — Écosse                | Écosse – Irlande | 9 – 5   | Tournoi britannique         |
| 26  | 22 février 1902   | Balmoral Showground, Belfast — Irlande        | Irlande – Écosse | 5 – 0   | Tournoi britannique         |
| 27  | 28 février 1903   | Inverleith, Édimbourg — Écosse                | Écosse – Irlande | 3 – 0   | Tournoi britannique         |
| 28  | 27 février 1904   | Lansdowne Road, Dublin — Irlande              | Irlande – Écosse | 3 – 19  | Tournoi britannique         |
| 29  | 25 février 1905   | Inverleith, Édimbourg — Écosse                | Écosse – Irlande | 5 – 11  | Tournoi britannique         |
| 30  | 24 février 1906   | Lansdowne Road, Dublin — Irlande              | Irlande – Écosse | 6 – 13  | Tournoi britannique         |
| 31  | 23 février 1907   | Inverleith, Édimbourg — Écosse                | Écosse – Irlande | 15 – 3  | Tournoi britannique         |
| 32  | 29 février 1908   | Lansdowne Road, Dublin — Irlande              | Irlande – Écosse | 16 – 11 | Tournoi britannique         |
| 33  | 27 février 1909   | Inverleith, Édimbourg — Écosse                | Écosse – Irlande | 9 – 3   | Tournoi britannique         |
| 34  | 26 février 1910   | Balmoral Showground, Belfast — Irlande        | Irlande – Écosse | 0 – 14  | Tournoi des Cinq Nations    |
| 35  | 25 février 1911   | Inverleith, Édimbourg — Écosse                | Écosse – Irlande | 10 – 16 | Tournoi des Cinq Nations    |
| 36  | 24 février 1912   | Lansdowne Road, Dublin — Irlande              | Irlande – Écosse | 10 – 8  | Tournoi des Cinq Nations    |
| 37  | 22 février 1913   | Inverleith, Édimbourg — Écosse                | Écosse – Irlande | 29 – 14 | Tournoi des Cinq Nations    |
| 38  | 28 février 1914   | Lansdowne Road, Dublin — Irlande              | Irlande – Écosse | 6 – 0   | Tournoi des Cinq Nations    |
| 39  | 28 février 1920   | Inverleith, Édimbourg — Écosse                | Écosse – Irlande | 19 – 4  | Tournoi des Cinq Nations    |
| 40  | 26 février 1921   | Lansdowne Road, Dublin — Irlande              | Irlande – Écosse | 9 – 8   | Tournoi des Cinq Nations    |
| 41  | 25 février 1922   | Inverleith, Édimbourg — Écosse                | Écosse – Irlande | 6 – 3   | Tournoi des Cinq Nations    |
| 42  | 24 février 1923   | Lansdowne Road, Dublin — État libre d'Irlande | Irlande – Écosse | 3 – 13  | Tournoi des Cinq Nations    |
| 43  | 23 février 1924   | Inverleith, Édimbourg — Écosse                | Écosse – Irlande | 13 – 8  | Tournoi des Cinq Nations    |
| 44  | 28 février 1925   | Lansdowne Road, Dublin — État libre d'Irlande | Irlande – Écosse | 8 – 14  | Tournoi des Cinq Nations    |
| 45  | 27 février 1926   | Murrayfield Stadium, Édimbourg — Écosse       | Écosse – Irlande | 0 – 3   | Tournoi des Cinq Nations    |
| 46  | 26 février 1927   | Lansdowne Road, Dublin — État libre d'Irlande | Irlande – Écosse | 6 – 0   | Tournoi des Cinq Nations    |
| 47  | 25 février 1928   | Murrayfield Stadium, Édimbourg — Écosse       | Écosse – Irlande | 5 – 13  | Tournoi des Cinq Nations    |
| 48  | 23 février 1929   | Lansdowne Road, Dublin — État libre d'Irlande | Irlande – Écosse | 7 – 16  | Tournoi des Cinq Nations    |
| 49  | 22 février 1930   | Murrayfield Stadium, Édimbourg — Écosse       | Écosse – Irlande | 11 – 14 | Tournoi des Cinq Nations    |
| 50  | 28 février 1931   | Lansdowne Road, Dublin — État libre d'Irlande | Irlande – Écosse | 8 – 5   | Tournoi des Cinq Nations    |
| 51  | 27 février 1932   | Murrayfield Stadium, Édimbourg — Écosse       | Écosse – Irlande | 8 – 20  | Tournoi britannique         |
| 52  | 1er avril 1933    | Lansdowne Road, Dublin — État libre d'Irlande | Irlande – Écosse | 6 – 8   | Tournoi britannique         |
| 53  | 24 février 1934   | Murrayfield Stadium, Édimbourg — Écosse       | Écosse – Irlande | 16 – 9  | Tournoi britannique         |
| 54  | 23 février 1935   | Lansdowne Road, Dublin — État libre d'Irlande | Irlande – Écosse | 12 – 5  | Tournoi britannique         |
| 55  | 22 février 1936   | Murrayfield Stadium, Édimbourg — Écosse       | Écosse – Irlande | 4 – 10  | Tournoi britannique         |
| 56  | 27 février 1937   | Lansdowne Road, Dublin — État libre d'Irlande | Irlande – Écosse | 11 – 4  | Tournoi britannique         |
| 57  | 26 février 1938   | Murrayfield Stadium, Édimbourg — Écosse       | Écosse – Irlande | 23 – 14 | Tournoi britannique         |
| 58  | 25 février 1939   | Lansdowne Road, Dublin — Irlande              | Irlande – Écosse | 12 – 3  | Tournoi britannique         |
| 59  | 22 février 1947   | Murrayfield Stadium, Édimbourg — Écosse       | Écosse – Irlande | 0 – 3   | Tournoi des Cinq Nations    |
| 60  | 28 février 1948   | Lansdowne Road, Dublin — Irlande              | Irlande – Écosse | 6 – 0   | Tournoi des Cinq Nations    |
| 61  | 26 février 1949   | Murrayfield Stadium, Édimbourg — Écosse       | Écosse – Irlande | 3 – 13  | Tournoi des Cinq Nations    |
| 62  | 25 février 1950   | Lansdowne Road, Dublin — Irlande              | Irlande – Écosse | 21 – 0  | Tournoi des Cinq Nations    |
| 63  | 24 février 1951   | Murrayfield Stadium, Édimbourg — Écosse       | Écosse – Irlande | 5 – 6   | Tournoi des Cinq Nations    |
| 64  | 23 février 1952   | Lansdowne Road, Dublin — Irlande              | Irlande – Écosse | 12 – 8  | Tournoi des Cinq Nations    |
| 65  | 28 février 1953   | Murrayfield Stadium, Édimbourg — Écosse       | Écosse – Irlande | 8 – 26  | Tournoi des Cinq Nations    |
| 66  | 27 février 1954   | Ravenhill Stadium, Belfast — Irlande du Nord  | Irlande – Écosse | 6 – 0   | Tournoi des Cinq Nations    |
| 67  | 26 février 1955   | Murrayfield Stadium, Édimbourg — Écosse       | Écosse – Irlande | 12 – 3  | Tournoi des Cinq Nations    |
| 68  | 25 février 1956   | Lansdowne Road, Dublin — Irlande              | Irlande – Écosse | 14 – 10 | Tournoi des Cinq Nations    |
| 69  | 23 février 1957   | Murrayfield Stadium, Édimbourg — Écosse       | Écosse – Irlande | 3 – 5   | Tournoi des Cinq Nations    |
| 70  | 1er mars 1958     | Lansdowne Road, Dublin — Irlande              | Irlande – Écosse | 12 – 6  | Tournoi des Cinq Nations    |
| 71  | 28 février 1959   | Murrayfield Stadium, Édimbourg — Écosse       | Écosse – Irlande | 3 – 8   | Tournoi des Cinq Nations    |
| 72  | 27 février 1960   | Lansdowne Road, Dublin — Irlande              | Irlande – Écosse | 5 – 6   | Tournoi des Cinq Nations    |
| 73  | 25 février 1961   | Murrayfield Stadium, Édimbourg — Écosse       | Écosse – Irlande | 16 – 8  | Tournoi des Cinq Nations    |
| 74  | 24 février 1962   | Lansdowne Road, Dublin — Irlande              | Irlande – Écosse | 6 – 20  | Tournoi des Cinq Nations    |
| 75  | 23 février 1963   | Murrayfield Stadium, Édimbourg — Écosse       | Écosse – Irlande | 3 – 0   | Tournoi des Cinq Nations    |
| 76  | 22 février 1964   | Lansdowne Road, Dublin — Irlande              | Irlande – Écosse | 3 – 6   | Tournoi des Cinq Nations    |
| 77  | 27 février 1965   | Murrayfield Stadium, Édimbourg — Écosse       | Écosse – Irlande | 6 – 16  | Tournoi des Cinq Nations    |
| 78  | 26 février 1966   | Lansdowne Road, Dublin — Irlande              | Irlande – Écosse | 3 – 11  | Tournoi des Cinq Nations    |
| 79  | 25 février 1967   | Murrayfield Stadium, Édimbourg — Écosse       | Écosse – Irlande | 3 – 5   | Tournoi des Cinq Nations    |
| 80  | 24 février 1968   | Lansdowne Road, Dublin — Irlande              | Irlande – Écosse | 14 – 6  | Tournoi des Cinq Nations    |
| 81  | 22 février 1969   | Murrayfield Stadium, Édimbourg — Écosse       | Écosse – Irlande | 0 – 16  | Tournoi des Cinq Nations    |
| 82  | 28 février 1970   | Lansdowne Road, Dublin — Irlande              | Irlande – Écosse | 16 – 11 | Tournoi des Cinq Nations    |
| 83  | 27 février 1971   | Murrayfield Stadium, Édimbourg — Écosse       | Écosse – Irlande | 5 – 17  | Tournoi des Cinq Nations    |
| 84  | 24 février 1973   | Murrayfield Stadium, Édimbourg — Écosse       | Écosse – Irlande | 19 – 14 | Tournoi des Cinq Nations    |
| 85  | 2 mars 1974       | Lansdowne Road, Dublin — Irlande              | Irlande – Écosse | 9 – 6   | Tournoi des Cinq Nations    |
| 86  | 1er février 1975  | Murrayfield Stadium, Édimbourg — Écosse       | Écosse – Irlande | 20 – 13 | Tournoi des Cinq Nations    |
| 87  | 20 mars 1976      | Lansdowne Road, Dublin — Irlande              | Irlande – Écosse | 6 – 15  | Tournoi des Cinq Nations    |
| 88  | 19 février 1977   | Murrayfield Stadium, Édimbourg — Écosse       | Écosse – Irlande | 21 – 18 | Tournoi des Cinq Nations    |
| 89  | 21 janvier 1978   | Lansdowne Road, Dublin — Irlande              | Irlande – Écosse | 12 – 9  | Tournoi des Cinq Nations    |
| 90  | 3 mars 1979       | Murrayfield Stadium, Édimbourg — Écosse       | Écosse – Irlande | 11 – 11 | Tournoi des Cinq Nations    |
| 91  | 2 février 1980    | Lansdowne Road, Dublin — Irlande              | Irlande – Écosse | 22 – 15 | Tournoi des Cinq Nations    |
| 92  | 21 mars 1981      | Murrayfield Stadium, Édimbourg — Écosse       | Écosse – Irlande | 10 – 9  | Tournoi des Cinq Nations    |
| 93  | 20 février 1982   | Lansdowne Road, Dublin — Irlande              | Irlande – Écosse | 21 – 12 | Tournoi des Cinq Nations    |
| 94  | 15 janvier 1983   | Murrayfield Stadium, Édimbourg — Écosse       | Écosse – Irlande | 13 – 15 | Tournoi des Cinq Nations    |
| 95  | 3 mars 1984       | Lansdowne Road, Dublin — Irlande              | Irlande – Écosse | 9 – 32  | Tournoi des Cinq Nations    |
| 96  | 2 février 1985    | Murrayfield Stadium, Édimbourg — Écosse       | Écosse – Irlande | 15 – 18 | Tournoi des Cinq Nations    |
| 97  | 15 mars 1986      | Lansdowne Road, Dublin — Irlande              | Irlande – Écosse | 9 – 10  | Tournoi des Cinq Nations    |
| 98  | 21 février 1987   | Murrayfield Stadium, Édimbourg — Écosse       | Écosse – Irlande | 16 – 12 | Tournoi des Cinq Nations    |
| 99  | 16 janvier 1988   | Lansdowne Road, Dublin — Irlande              | Irlande – Écosse | 22 – 18 | Tournoi des Cinq Nations    |
| 100 | 4 mars 1989       | Murrayfield Stadium, Édimbourg — Écosse       | Écosse – Irlande | 37 – 21 | Tournoi des Cinq Nations    |
| 101 | 3 février 1990    | Lansdowne Road, Dublin — Irlande              | Irlande – Écosse | 10 – 13 | Tournoi des Cinq Nations    |
| 102 | 16 mars 1991      | Murrayfield Stadium, Édimbourg — Écosse       | Écosse – Irlande | 28 – 25 | Tournoi des Cinq Nations    |
| 103 | 12 octobre 1991   | Murrayfield Stadium, Édimbourg — Écosse       | Écosse – Irlande | 24 – 15 | Coupe du monde (poule B)    |
| 104 | 15 février 1992   | Lansdowne Road, Dublin — Irlande              | Irlande – Écosse | 10 – 18 | Tournoi des Cinq Nations    |
| 105 | 16 janvier 1993   | Murrayfield Stadium, Édimbourg — Écosse       | Écosse – Irlande | 15 – 3  | Tournoi des Cinq Nations    |
| 106 | 5 mars 1994       | Lansdowne Road, Dublin — Irlande              | Irlande – Écosse | 6 – 6   | Tournoi des Cinq Nations    |
| 107 | 4 février 1995    | Murrayfield Stadium, Édimbourg — Écosse       | Écosse – Irlande | 26 – 13 | Tournoi des Cinq Nations    |
| 108 | 20 janvier 1996   | Lansdowne Road, Dublin — Irlande              | Irlande – Écosse | 10 – 16 | Tournoi des Cinq Nations    |
| 109 | 1er mars 1997     | Murrayfield Stadium, Édimbourg — Écosse       | Écosse – Irlande | 38 – 10 | Tournoi des Cinq Nations    |
| 110 | 7 février 1998    | Lansdowne Road, Dublin — Irlande              | Irlande – Écosse | 16 – 17 | Tournoi des Cinq Nations    |
| 111 | 20 mars 1999      | Murrayfield Stadium, Édimbourg — Écosse       | Écosse – Irlande | 30 – 13 | Tournoi des Cinq Nations    |
| 112 | 19 février 2000   | Lansdowne Road, Dublin — Irlande              | Irlande – Écosse | 44 – 22 | Tournoi des Six Nations     |
| 113 | 22 septembre 2001 | Murrayfield Stadium, Édimbourg — Écosse       | Écosse – Irlande | 32 – 10 | Tournoi des Six Nations     |
| 114 | 2 mars 2002       | Lansdowne Road, Dublin — Irlande              | Irlande – Écosse | 43 – 22 | Tournoi des Six Nations     |
| 115 | 16 février 2003   | Murrayfield Stadium, Édimbourg — Écosse       | Écosse – Irlande | 6 – 36  | Tournoi des Six Nations     |
| 116 | 6 septembre 2003  | Murrayfield Stadium, Édimbourg — Écosse       | Écosse – Irlande | 10 – 29 | Test match                  |
| 117 | 13 février 2004   | Lansdowne Road, Dublin — Irlande              | Irlande – Écosse | 37 – 16 | Tournoi des Six Nations     |
| 118 | 12 février 2005   | Murrayfield Stadium, Édimbourg — Écosse       | Écosse – Irlande | 13 – 40 | Tournoi des Six Nations     |
| 119 | 11 mars 2006      | Lansdowne Road, Dublin — Irlande              | Irlande – Écosse | 15 – 9  | Tournoi des Six Nations     |
| 120 | 10 mars 2007      | Murrayfield Stadium, Édimbourg — Écosse       | Écosse – Irlande | 18 – 19 | Tournoi des Six Nations     |
| 121 | 11 août 2007      | Murrayfield Stadium, Édimbourg — Écosse       | Écosse – Irlande | 31 – 21 | Test match                  |
| 122 | 23 février 2008   | Croke Park, Dublin — Irlande                  | Irlande – Écosse | 34 – 13 | Tournoi des Six Nations     |
| 123 | 14 mars 2009      | Murrayfield Stadium, Édimbourg — Écosse       | Écosse – Irlande | 15 – 22 | Tournoi des Six Nations     |
| 124 | 20 mars 2010      | Croke Park, Dublin — Irlande                  | Irlande – Écosse | 20 – 23 | Tournoi des Six Nations     |
| 125 | 27 février 2011   | Murrayfield Stadium, Édimbourg — Écosse       | Écosse – Irlande | 18 – 21 | Tournoi des Six Nations     |
| 126 | 6 août 2011       | Murrayfield Stadium, Édimbourg — Écosse       | Écosse – Irlande | 10 – 6  | Test match                  |
| 127 | 10 mars 2012      | Aviva Stadium, Dublin — Irlande               | Irlande – Écosse | 32 – 14 | Tournoi des Six Nations     |
| 128 | 24 février 2013   | Murrayfield Stadium, Édimbourg — Écosse       | Écosse – Irlande | 12 – 8  | Tournoi des Six Nations     |
| 129 | 2 février 2014    | Aviva Stadium, Dublin — Irlande               | Irlande – Écosse | 28 – 6  | Tournoi des Six Nations     |
| 130 | 21 mars 2015      | Murrayfield Stadium, Édimbourg — Écosse       | Écosse – Irlande | 10 – 40 | Tournoi des Six Nations     |
| 131 | 15 août 2015      | Aviva Stadium, Dublin — Irlande               | Irlande – Écosse | 28 – 22 | Test match                  |
| 132 | 19 mars 2016      | Aviva Stadium, Dublin — Irlande               | Irlande – Écosse | 35 – 25 | Tournoi des Six Nations     |
| 133 | 4 février 2017    | Murrayfield Stadium, Édimbourg — Écosse       | Écosse – Irlande | 27 – 22 | Tournoi des Six Nations     |
| 134 | 10 mars 2018      | Aviva Stadium, Dublin — Irlande               | Irlande – Écosse | 28 – 8  | Tournoi des Six Nations     |
| 135 | 9 février 2019    | Murrayfield Stadium, Édimbourg — Écosse       | Écosse – Irlande | 13 – 22 | Tournoi des Six Nations     |
| 136 | 22 septembre 2019 | Stade Nissan, Yokohama — Japon                | Irlande – Écosse | 27 – 3  | Coupe du monde (poule A)    |
| 137 | 1 février 2020    | Aviva Stadium, Dublin — Irlande               | Irlande – Écosse | 19 – 12 | Tournoi des Six Nations     |
| 138 | 5 décembre 2020   | Aviva Stadium, Dublin — Irlande               | Irlande – Écosse | 31 – 16 | Coupe d'automne des nations |
| 139 | 14 mars 2021      | Murrayfield Stadium, Édimbourg — Écosse       | Écosse – Irlande | 24 – 27 | Tournoi des Six Nations     |
| 140 | 19 mars 2022      | Aviva Stadium, Dublin — Irlande               | Irlande – Écosse | 26 – 5  | Tournoi des Six Nations     |
| 141 | 12 mars 2023      | Murrayfield Stadium, Édimbourg — Écosse       | Écosse – Irlande | 7 – 22  | Tournoi des Six Nations     |
| 142 | 7 octobre 2023    | Stade de France, Saint-Denis — France         | Irlande – Écosse | 36 – 14 | Coupe du monde (poule B)    |
| 143 | 16 mars 2024      | Aviva Stadium, Dublin — Irlande               | Irlande – Écosse | 17 – 13 | Tournoi des Six Nations     |
| 144 | 9 février 2025    | Murrayfield Stadium, Édimbourg — Écosse       | Écosse – Irlande | 18 – 32 | Tournoi des Six Nations     |